# 首都圈
首都圈指的是以首都為中心的都市圈。一般而言，擁有國家中樞機能的首都及其周邊區域即稱為首都圈；部分國家則會將首都圈的全域或中心地帶劃為獨立的行政區劃。

## 首都圈

### 亞洲
- 北京首都圈（中國大陸）：京津冀城市群 - 包括北京、天津2個直辖市，以及河北的石家莊、唐山、秦皇岛、承德、廊坊、沧州、保定和张家口8個地级城市，及其所辖的遵化、迁安、霸州、三河、泊头、任丘、黄骅、河间、涿州、定州、安国、高碑店、新乐市、晋州市和辛集市15個县级城市。

- 臺北首都圈（臺灣）：又稱臺北都會區、大臺北地區。以臺北市為核心，全域包括臺北市、新北市及基隆市。廣義上會加上桃園市。
- 首爾首都圈（韓國）：首爾特別市、仁川廣域市、京畿道全域（水原市、华城市、安山市、乌山市、平泽市、城南市、龙仁市、义王市、安养市、军浦市、光明市、始兴市、果川市、高阳市、富川市、金浦市、坡州市、骊州市、廣州市、河南市、利川市、抱川市、杨州市、南杨州市、议政府市、东豆川市）以及忠清南道天安市和牙山市還有江原道春川市組成。
- 東京首都圈（日本）：
  - 一般定義的首都圈 - 東京都、埼玉縣、千葉縣、神奈川縣等1都3縣；或以東京核心區域（或皇居）為中心，距離東京約50km～100km的圈內區域。為了與法令上的定義做區別，而有「東京圈」、「東京近郊」、「南關東地域」等稱呼。
  - 《首都圈整備法（日语：首都圏整備法）》上的首都圈 - 東京都、埼玉縣、千葉縣、神奈川縣、茨城縣、栃木縣、群馬縣、山梨縣。涵蓋範圍與關東地方略大（多了山梨縣）。
- 曼谷首都圈（泰國）：大曼谷地區（轄50個縣）
- 馬尼拉首都圈（菲律賓）：馬尼拉、加洛坎、拉斯皮納斯、马卡迪、馬拉邦、曼达路永、馬利金納、文珍俞巴、納沃達斯、巴萨、帕西、帕拉納克、奎松、仙範、達義、巴倫蘇埃拉和唯一的自治市－巴提洛斯。
- 國家首都轄區（印度）：德里國家首都轄區及周圍加濟阿巴德、古爾岡、索尼帕特、諾伊達、法里達巴德、巴哈杜爾加爾

### 歐洲
- 巴黎首都圈（法國）：法蘭西島大區（含巴黎省、上塞納省、塞納-聖但尼省、塞納-馬恩省等8省組成）。
- 倫敦首都圈（英國）：大倫敦地區（倫敦市、西敏市與31個倫敦自治市）。
- 布魯塞爾首都圈（比利時）：布魯塞爾首都地區（含布魯塞爾市等19個自治行政區）。
- 羅馬首都圈（義大利）：拉齊奧大區下的羅馬省（含羅馬市等121個市鎮）。
- 斯德哥爾摩首都圈（瑞典）：大斯德哥爾摩（以斯德哥爾摩為中心，包括斯德哥爾摩省內的所有自治市）。

### 美洲
- 渥太華首都圈（加拿大）：渥太華、加蒂諾。
- 華府首都圈（美國）：華盛頓特區、維吉尼亞州北部、馬里蘭州中部、西維吉尼亞州極東部。

## 首都特區
包含首都的數個都市或首都周圍的行政區，被賦予特別地位者。
- 華盛頓哥倫比亞特區
- 澳洲首都特區
- 墨西哥聯邦特區
- 雅加達首都特區（轄有五市一縣）
- 永珍直轄市
- 聖地亞哥首都大區（智利）
- 柏林（與邦同級之特別市）
- 巴西聯邦區（巴西）